# Municipio de Bloom (condado de Seneca)
El municipio de Bloom (en inglés: Bloom Township) es un municipio ubicado en el condado de Seneca en el estado estadounidense de Ohio. En el año 2010 tenía una población de 1799 habitantes y una densidad poblacional de 19,04 personas por km².

## Geografía
El municipio de Bloom se encuentra ubicado en las coordenadas 41°1′50″N 83°0′22″O / 41.03056, -83.00611. Según la Oficina del Censo de los Estados Unidos, el municipio tiene una superficie total de 94.5 km², de la cual 94,26 km² corresponden a tierra firme y (0,25 %) 0,24 km² es agua.

## Demografía
Según el censo de 2010, había 1799 personas residiendo en el municipio de Bloom. La densidad de población era de 19,04 hab./km². De los 1799 habitantes, el municipio de Bloom estaba compuesto por el 98,11 % blancos, el 0,11 % eran afroamericanos, el 0,11 % eran amerindios, el 0,39 % eran asiáticos, el 0,39 % eran de otras razas y el 0,89 % eran de una mezcla de razas. Del total de la población el 1,61 % eran hispanos o latinos de cualquier raza.